# Bancroft, Kentucky
Bancroft är en ort i Jefferson County, Kentucky, USA. År 2020 hade staden 503 invånare. Den har enligt United States Census Bureau en area på  0,4 km², allt är land.